# Diana Andringa
Diana Andringa (Dundo, Chitato, Lunda-Norte, 21 de agosto de 1947) es una periodista, columnista, documentalista y productora portuguesa nacida en Angola. Ha sido presidenta del Sindicato de Periodistas portugués.
Andringa recibió en 1997 la Orden del Príncipe Enrique, que destaca la prestación de servicios relevantes a Portugués. En 2006 fue condecorada con el título de Gran Oficial de la Orden de la Libertad por la Orden Portuguesa, que distingue servicios relevantes prestados en defensa de los valores de la civilización, en pro de la dignificación del ser humano y a favor de la causa de la libertad.

## Trayectoria
Andringa se trasladó en 1958 con su familia a Portugal, huyendo de la segregación racial que sufría su padre en la empresa donde trabajaba.
En 1964 se matriculó en la Facultad de Medicina de la Universidad de Lisboa, pero abandonó estos estudios para matricularse en el primer curso de Periodismo impartido por el Sindicato Portugués de Periodistas. En 1967, se convirtió en colaboradora de los periódicos Diário Popular y Diário de Lisboa. Posteriormente, se incorporó a la redacción de la revista Vida Mundial, periódico que abandonó en el marco de un despido colectivo en agosto de 1969. Desempleada, Andringa comienza a trabajar como redactora publicitaria en la agencia de publicidad Ciesa-NCK. 
En enero de 1970, fue arrestada por la Policía Internacional y de Defensa del Estado portuguesa (PIDE) y condenada a 20 meses de prisión por apoyar públicamente la independencia de Angola. Al salir de prisión, retomó su carrera periodística reincorporándose al Diário de Lisboa. En 1972 se trasladó a París para cursar estudios de Sociología en la Universidad París 8 Vincennes-Saint-Denis, estudios que culminaría más tarde con su doctorado en Sociología de la Comunicación, obtenido en 2013 en el ISCTE – Instituto Universitario de Lisboa.
En 1978 se incorporó a RTP como periodista en la sección internacionales, desempeñando su labor en distintos programas del canal. Más tarde, consiguió una beca del British Council para realizar un curso corto de Documental en Visnews en Londres y comienza a realizar documentales.
También ha sido columnista en Diário de Notícias, RDP y Público, y directora asociada temporal de Diário de Lisboa. 
Además de su trabajo como periodista, Andringa ha realizado numerosos documentales independientes, como  Timor-Leste, O sonho do Crocodilo, Guiné-Bissau: As duas Faces da Guerra, Dundo, Memória colonial, y Tarrafal: recuerdos del Campo da Morte Lenta.
También ha publicado varios libros, en solitario o junto a otros autores, como Em Defesa de Aquilino Ribeiro (1994), Demasiado! uma viagem ao mundo dos refugiados (1996), Funcionários da Verdade: Profissionalismo e Responsabilidade Social dos Jornalistas do Serviço Público de Televisão (2014) y Joaquim Pinto de Andrade, Uma Quase Autobiografia (2017).

## Reconocimientos
En 1997 recibió la Orden del Príncipe Enrique y en 2006 fue condecorada con el título de Gran Oficial de la Orden de la Libertad por la Orden Portuguesa.
En 2017 recibió el Premio María Isabel Barreno, concedido por el Sindicato de Periodistas, por su contribución al periodismo.